# Alles is zoals het zou moeten zijn (lied)
Alles is zoals het zou moeten zijn is een lied van de Nederlandse band Miss Montreal en artiest Diggy Dex. Het werd in 2020 als single uitgebracht en was de titelsong van de gelijknamige film.

## Achtergrond
Alles is zoals het zou moeten zijn is geschreven door Koen Jansen, Marcel Tegelaar, Paskal Jakobsen, René van Mierlo en Sanne Hans en geproduceerd door Tegelaar, Van Mierlo en Diggy Dex. Het is een nummer uit het genre nederpop. Het lied gaat over een gevoel van vrijheid die je hebt in de wind, in de zee of op het strand. Sanne Hans vertelde hierover dat zij niet een lied wilden maken dat "cheesy" was en niet direct over de liefde zou gaan. Met Jakobsen, die uit Zeeland komt, en Diggy Dex, die veel van surfen en kiten houdt, was het thema water en wind volgens de zangeres snel gekozen. In de videoclip is actrice Barbara Sloesen als haar personage in de film te zien.

## Hitnoteringen
De artiesten hadden weinig succes met het lied in Nederland. Het had geen notering in de Single Top 100 en ook de Top 40 werd niet bereikt; het lied bleef steken op de vijftiende plaats van de Tipparade.